# Dobrenite
Dobrenite (bułg. Добрените) – wieś w Bułgarii, w obwodzie Gabrowo, w gminie Drjanowo. Według danych szacunkowych Ujednoliconego Systemu Ewidencji Ludności oraz Usług Administracyjnych dla Ludności, 15 grudnia 2018 roku miejscowość zamieszkiwał zaledwie jeden mieszkaniec.